# Nonnenhorn
Nonnenhorn är en kommun och ort i Landkreis Lindau i Regierungsbezirk Schwaben i förbundslandet Bayern i Tyskland. Nonnenhorn, som för första gången nämns i ett dokument från år 910, har cirka 2 000 invånare.